# Ackerly
Ackerly è una città divisa tra le contee di Dawson e Martin, nello Stato del Texas, negli Stati Uniti. Secondo il censimento del 2020, possedeva una popolazione di 264 abitanti.

## Geografia fisica
Secondo l'Ufficio del censimento degli Stati Uniti, ha una superficie totale di 0,31 mi² (0,80 km²).

## Storia
La città è stata fondata nel 1923 in seguito alla scorporazione dei terreni dello Slaughter Ranch. La città prese questo nome in onore di Paul Ackerly, originario della Georgia e proprietario del succitato ranch. Un ufficio postale è stato aperto nel 1924.

## Società

### Evoluzione demografica
Secondo il censimento del 2020, la popolazione era di 264 abitanti. Al precedente censimento, quello del 2010, la popolazione era di 220 abitanti.

### Etnie e minoranze straniere
Secondo il censimento del 2020, la composizione etnica della città era formata dal 48,86% di bianchi, lo 0,76% di oceaniani e l'1,52% di due o più etnie. Ispanici o latinos di qualunque etnia erano il 48,86% della popolazione.